# Port lotniczy Nimule
Port lotniczy Nimule (ICAO: HSNM) – port lotniczy położony w Nimule, w Sudanie Południowym, stan Ekwatoria Wschodnia.